# 长萼半蒴苣苔
长萼半蒴苣苔（学名：Hemiboea longisepala），为苦苣苔科半蒴苣苔属下的一个植物种。